# Apanteles cacao
Apanteles cacao är en stekelart som beskrevs av Wilkinson 1934. Apanteles cacao ingår i släktet Apanteles och familjen bracksteklar. Inga underarter finns listade i Catalogue of Life.